# Альваро де Басан
Альваро де Басан (ісп. Álvaro de Bazán; 12 грудня 1526 — 9 лютого 1588) — іспанський адмірал, 1-й маркіз Санта-Крус.

## Біографія
Альваро де Басан народився у Гранаді, куди його предки перебралися з долини Бастан у Наваррі, від якої рід Басан отримав своє ім'я. Його дід, також Альваро де Басан, брав участь у визволенні Гранади від маврів у 1492 році. Його батько, що також носив ім'я Альваро, перебував на службі у Карла V, був командуючим королівським іспанським флотом на Середземному морі.
Майбутній адмірал пішов стопами батька, вже в юному віці високо піднявшись по службі. Басан був членом ордена Сантьяго. Одружився зі своєю кузиною, сестрою 1-го герцога Пеньяранда з роду Суніга.
У 1564 році він, командуючи флотом галер, брав участь у захопленні острова Пеньйон-де-Велес-де-ла-Гомера та блокаді піратського порту Тетуан.
У 1568 році Філіп II призначив Басана командувати флотом галер, що базувався в Неаполі. На цій посаді він брав участь у війні з Османською імперією на боці Священної ліги. У знаменитій битві при Лепанто (7 жовтня 1571), в якій османському флоту було завдано важкої поразки, Басан командував резервною ескадрою.
Наступного року він допомагав Хуану Австрійському у захопленні Тунісу .
Під час війни за португальський спадок (1580—1583) маркіз Санта-Крус розбив біля Азорських островів ескадру претендента Антоніу та його французьких та англійських союзників, а потім захопив самі острови, тим самим принісши іспанській короні перемогу у війні.
Басан вважав Англію найбільш небезпечним противником Іспанії та виступав за війну з нею. У серпні 1583 року він направив королю Філіппу лист, у якому вперше пропонував створення Непереможної армади з метою завоювання Англії. Маркіз Санта-Крус мав командувати цим могутнім флотом, проте на стадії підготовки до походу його плани почали розходитися з намірами короля.
У 1587 році Френсіс Дрейк спалив іспанський флот у гавані Кадіса, і хоча Басан у цей час перебував у Лісабоні, на нього була покладена вина за цю катастрофу. Він помер у Лісабоні 9 лютого 1588 року. Непереможну армаду замість нього очолив герцог Медіна-Сідонія.